# Alberto Ravell
Alberto Ravell est un journaliste, écrivain et homme politique vénézuélien, né à San Felipe (État d'Yaracuy) le 30 novembre 1905 et mort à Caracas le 4 août 1960.

## Biographie

### Dictature de Juan Vicente Gómez
Il est arrêté à l'âge de 15 ans pour avoir participé avec son père Federico Ravell à une révolte contre la dictature du président vénézuélien Juan Vicente Gómez. Libéré en 1921, il s'exile en Colombie puis au Guatemala où il participe à la guérilla contre la dictature du général José María Orellana. Il rejoint le Mexique où il planifie avec le colonel Manuel Oreamuno Berrocal un renversement de la dictature vénézuélienne. Mais il est surpris à son entrée dans le pays en 1923 en possession de documents compromettants et est arrêté puis torturé et détenu à la citadelle de Puerto Cabello. Il est libéré en 1935 à la mort de Gómez.

### Combat politique
Dès sa libération, il s'engage dans le combat politique et dénonce les mœurs de la capitale Caracas, notamment la prostitution, grâce à la revue périodique El espejo de la Ciudad, le « Miroir de la cité ». En 1941, il poursuit ses activités politiques avec les fondateurs du parti Action démocratique. En 1946, il est élu sénateur  pour l'État d'Yaracuy en tant qu'indépendant mais apparenté à Action Démocratique et siège au Congrès de la République. Il participe ensuite à l'Assemblée nationale constituante mais doit s'exiler de nouveau avec l'arrivée au pouvoir de Rómulo Gallegos et la junte militaire du général Marcos Pérez Jiménez. 1958 marque la fin de son exil. Une fois rentré au Venezuela, il devient journaliste à la radio Continente jusqu'à sa mort accidentelle en août 1960. 

## Mandats
- Sénateur indépendant, élu en 1946.